# Wielka Synagoga w Krynkach
Wielka Synagoga w Krynkach – zbudowana w XIX w. na miejscu starej synagogi przy ulicy Garbarskiej 5. Podczas II wojny światowej hitlerowcy początkowo wykorzystywali synagogę jako magazyn wojskowy i warsztat remontowy czołgów, a w 1944 spalili synagogę i częściowo wysadzili. Budynek synagogi przetrwał, tylko bez dachu. W 1971 ówczesne władze podjęły decyzję o wysadzeniu synagogi w powietrze z powodu groźby zawalenia ruin. Obecnie zachowały się ściany sali głównej.

## Architektura
Murowany z granitowych głazów narzutowych dwukondygnacyjny budynek synagogi wzniesiono na planie zbliżonym do kwadratu o wymiarach 28,0 x 30,0 m, z prostokątną salą główną od wschodu oraz prostokątnym przedsionkiem od zachodu ze szczególnym wyeksponowaniem monumentalnej zachodniej fasady. Wzdłuż obu boków, poniżej parapetów okiennych, usytuowane były niskie babińce przekryte dachami pulpitowymi. W narożnikach południowo-zachodnim i północno-zachodnim znajdowały się dwa, nieco wysunięte ku przodowi dwukondygnacyjne pawilony, kryte odrębnymi dwuspadowymi dachami, które prawdopodobnie zawierały schody prowadzące na piętro. Całość bryły głównej była przekryta dachem dwuspadowym z monumentalnym szczytem.
Sala główna na planie wydłużonego prostokąta o wymiarach 19,65 x 14,8 m i wysokości ścian ok. 10,0 m przekrywało drewniane pozorne sklepienie wbudowane w dach spłaszczonej kopuły. Na osi ściany wschodniej znajdował się dwukondygnacyjny aron ha-kodesz w trójprzęsłowym obramieniu z nadstawą podpartą kolumienkami i gzymsami. W przęśle środkowym umieszczono Tablice Przykazań. Bima w formie okrągłego podium otoczonego drewnianą balustradą.